# خوليو سيزار فرانكو
خوليو سيزار فرانكو (بالإسبانية: Julio César Franco)‏ هو سياسي باراغواياني، ولد في 17 أبريل 1951 في فيرناندو دي لا مورا في باراغواي. حزبياً، نشط في الحزب الليبرالي الراديكالي الأصيل ‏.